# Ad conditorem canonum
Mit der  Päpstlichen Bulle Ad conditorem canonum vom 8. Dezember 1322 reagierte Papst Johannes XXII. auf den Brief des  Generalkapitels der Franziskaner, welchen er zur Antwort auf seine vorherigen Bulle Quia nonnunquam vom 26. März 1322 erhalten hatte.

## Fortsetzung des Armutsstreits
1322 hatte Johannes XXII. eine Kommission einberufen, durch die die Frage der  evangelischen Armut untersucht werden sollte, denn es lag ihm daran, den Armutsstreit zu beenden. Zuvor hatte er mit der Bulle Quia nonnunquam das von Nikolaus III. angeordnete Diskussionsverbot aufgehoben (Bulle Exiit qui seminat (1279), unter Androhung der Exkommunikation). 
Das Generalkapitel der Franziskaner verfasste daraufhin ein Rundschreiben und verkündete, „dass Christus und die Apostel auch keinen Besitz“ gehabt hätten.

## Aufhebung der Güterregelung
Johannes XXII. reagierte mit dieser neuen Bulle und bezeichnete den Unterschied zwischen dem Recht der  Nutzung und dem Eigentumsrecht als eine Auslegungssache, seine Aussagen in der vorangegangenen Bulle bekräftigte der Papst. Er hob die Verwaltung der Güter durch die  Kirche auf und machte die Ordensgemeinschaft zum Eigentümer. Mit dieser Anordnung entstand nun nicht nur ein Konflikt mit den Spiritualen, sondern der Streit um das Armutsideal erfasste nun die ganze Kommunität. Der Flügel der Spiritualen bereitete sich auf eine Verteidigung ihrer Vorstellungen über die Armut vor, während sich die restliche Ordensgemeinschaft der Entscheidung durch Schweigen entzog.
Auf diese erneute Situation reagierte Papst Johannes XXII. schließlich mit der Bulle Cum inter nonnullos vom 12. November 1323.